# 質量流量
質量流量（しつりょうりゅうりょう、英: mass flow rate）とは、物象の状態の量のひとつであり、単位時間当たりに与えられた面を通過する物質の質量である。その次元は質量を時間で割ったもので、計量単位は国際単位系では「キログラム毎秒」である。
通常 {\displaystyle {\dot {m}}} というシンボルで表される。

## 概要
流れている物質の密度、通過する箇所の面積、その通過箇所に対する物質の相対速度がわかれば、質量流量を計算できる。
{\displaystyle {\dot {m}}=\int _{A}\rho {\mathbf {v}}\cdot {\mathbf {dA}}}
ここで
- {\displaystyle {\dot {m}}} は質量流量 (kg/s)
- ρ は密度 (kg/m3)
- v は速度ベクトル (m/s)
- dAは微小面積ベクトル (m2)
- A は通過する面

である。
面積分の中にあらわれている量ρv は単位時間単位面積あたりに流れる質量を表しており、質量流束と呼ばれる。

もし流れが非圧縮性で密度が定数ならば、質量流量は体積流量Q に密度をかけたものと等価である。
{\displaystyle {\begin{aligned}{\dot {m}}&=\rho \int _{A}{\mathbf {v}}\cdot {\mathbf {dA}}\\&=\rho Q\end{aligned}}}

## 計量単位
計量法における質量流量の計量単位は、次のように定められている。括弧内は計量単位規則が定める単位記号である。
- SI単位：キログラム毎秒(kg/s)、グラム毎秒(g/s)
- 非SI単位：キログラム毎分(kg/min)、キログラム毎時(kg/h)、グラム毎分(g/min)、グラム毎時(g/h)、トン毎秒(t/s)、トン毎分(t/min)、トン毎時(t/h)

アメリカではヤード・ポンド法による「スラグ毎秒(slug/s)」または「ポンド毎秒(lb/s)」も用いられる。